# Syn (mythologie)
Syn is in de Noordse mythologie de elfde Asin, deurbewaakster in de hal en sluit ze voor de mensen die niet naar binnen mogen. Op het thing wordt ze met de verdediging belast in die zaken waarvan ze de juistheid wil betwisten. Het gezegde luidt dat men ‘Syn voor de deur zet’ als men iets ontkent. 